# АФК Дунаря Кълъраш
„Дунаря“ (на румънски: Asociația Fotbal Club Dunărea 2005 Călărași) e футболен клуб от град Кълъраш, Румъния.
Основан е през 1962 година. От сезон 2018/19 се състезава в Лигa I – най-висшата дивизия в шампионата на Румъния по футбол.

## История

### „Целулоза Кълъраш“ (1962 – 1979)
Футболен клуб „Дунаря Кълъраш“ е основан през 1962 година като „Целулоза Кълъраш“, но това не е първият футболен клуб в Кълъраш. През 1919 година е основан любителски футболен клуб „Яломита Кълъраш“. В продължение на много години много любителски клубове, като „Триколор“, „Венера“, и „Енергия“, са способствали за развитието на местния футбол, което довежда до създаването на първия професионален клуб „Целулоза“.
В първите 6 години от своето съществуване клубът играе в дивизия D, а през 1968 година „Целулоза“ преминава в дивизия C, и така става първият клуб от Кълъраш, играл някога на това равнище. Клубът завършва сезон 1968/69 на 11-о място, като си печели място в дивизия C за следващия сезон. В следващите сезони „Целулоза“ постига много-добри резултати: 1969/70 - 5-о място, 1970/71 - 9-о, 1971/72 - 5-о. В края на сезон 1972/73 „Целулоза“ заема 1-вото място и за първи път в историята си влиза в дивизия B.
В дивизия B „Целулоза“ заема следните места: 1973/74 - 11-о, 1974/75 - 8-о, 1975/76 - 11-о, 1976/77 - 14-о, 1977/78 - 15-о (отпада в дивизия C). След изпадането си „Целулоза“ се опитва да се бори за завръщане в дивизия B, но завършва сезона само на 4-то място.

### „Дунаря“, колеблив отбор (1979 – 1998)
През август 1979 година „Целулоза“ променя името си на „Дунаря“ – названието се счита за много по-представително и душевно по-близо към зрителите, което също така довежда до нови амбиции, целта е завръщането във втора лига. Сезон 1979/80 „Дунаря“ завършва едва на 3-то място, а през следващия заема 1-вото място и след 3 години се връща в дивизия B.

### Златното време (от 2015 година)
След изкачването си в Лига II „Дунаря“ прави много успешен сезон и заема 2-ро място в Серия I, отстъпвайки само на 3 точки от лидера Рапид Букурещ, и се класира за плейоф, където се изправя срещу отбора, заел 2-рото място в Серия II УТА Арад. В първия мач в Кълъраш отборът побеждава с 3 – 1, но във втория се получава истински кошмар, „Дунаря“ губи с 1 – 4 в Арад и остава в Лига II.
Сезон 2016/17 носи най-големи промени, Лига II преминава във формат от един сезон, в който „Дунаря“ завършва 7-и от 20. През лятото на 2017 година нов треньор става Дан Алекса. В крайното класиране на сезон 2017/18 „Дунаря“ заема 1-вото място в Лига II и за първи път в историята си клубът преминава във Лига I.

## История на имената на клуба
- 1962 – 1979 – Целулоза Кълъраш
- 1979 – 1986 – Дунаря Кълъраш
- 1986 – 1987 – Оцелул Кълъраш
- 1987 – 1992 – Дунаря Кълъраш
- 1992 – 1994 – Спортул Кълъраш
- от 1994 -  – Дунаря Кълъраш

## Стадион
„Дунаря“ играе домакинските си мачове на стадион „Йон Комша“ в Кълъраш с вместимост 10 400 места. В края на пролетта на 2018 година, когато вече се знае, че влизат в Лига I, е обявено, че стадионът ще бъде ремонтиран и модернизиран. Работите започват в първата половина на юни и включват пълна смяна на тревната настилка и осветление.

## Успехи

### Национални
- Лига II
  -  Шампион (1): 2017/18
    -  Вицешампион (1): 2015/16

- Лига III
  -  Шампион (6): 1972/73, 1980/81, 1984/85, 1987/88, 1991/92, 2014/15
    -  Вицешампион (3): 1993/94, 1994/95, 2005/06